# Truth Decay
Truth Decay ist das neunte Studioalbum der amerikanischen Band Hypnogaja. Es wurde vom Label Union State Records produziert und am 30. Juni 2009 veröffentlicht. Es ist das erste Konzeptalbum der Band und beinhaltet 14 Tracks (15 auf der Limited Edition).

## Entstehung
Mark Nubar Donikian erklärt bei AOL Noisecreep in einem Interview, dass die futuristischen Klänge und die Thematik in manchen Songs durch die Vorliebe der Band zum SF-Genre entstanden seien. Jedes Bandmitglied sammelt SF-Comics, so Donikian. Außerdem spielte die Rockmusik der 1980er-Jahre bei der Melodik der Songs eine große Rolle, vor allem Interpreten wie Blondie oder die Band Queen haben es der Band angetan. Der Song Worship Me (I'm On TV) handelt laut Donikian über Reality-Shows. Er verrät auch, dass er gerne solche Shows sieht, aber dennoch kritisch gegenüber solchen Sendungen ist. Zum Inhalt sagte er, dass die Charaktere in jedem Song eine Zeitreise erleben.

## Thematik
Das Album Truth Decay ist das erste Konzeptalbum der amerikanischen Melodic-Hard-Rock-Band Hypnogaja.
Die Thematik der 14 Songs aus dem Album ist die Grundgeschichte von dem dramatischen und apokalyptischen Ende der Welt, wobei Lebenskreisläufe in neue Kapitel eintauchen. Zudem enthält das Album den Song Welcome To The Future, welcher von Richard Dodd von The Section Quartet mit dem Cello begleitet wird.

## Handlung
Am Himmel bemerkt ein Forscher am helllichten Tag einen Dunklen Stern („Dark Star“), den er sofort untersucht und feststellt, dass dieser Stern instabil ist. Während er diesen Stern auf weitere Gefahren untersucht, tobt auf der Erde ein Krieg ums Überleben. Die Medien lassen den Rest der Welt jedoch nichts von diesem Überlebenskampf wissen, zum einen um sich selbst zu schützen und zum anderen eine Massenhysterie zu verhindern. Plötzlich sterben alle Menschen auf unnatürliche Weise; der einzige Mensch, der von dem Schicksal verschont bleibt, ist der Forscher. Als dieser von seiner Mission zurückkehrt, bemerkt er, dass er der letzte lebende Mensch ist, und macht sich auf der Suche nach eventuellen Überlebenden. Die Welt, auf der er einst lebte, existiert nicht mehr. Der Himmel ändert seine Farben von Lila zu Gelb und ein riesiger rostfarbener Mond ziert den Himmel. Er findet die Leiche seiner Liebe (Lucy) und stürzt in eine Depression und gibt die Hoffnung, noch lebende Menschen zu finden, auf. Die Geschichte endet mit der Zerstörung der Erde durch den Dark Star, der in der Zwischenzeit sein Endstadium erreicht hat und explodierte.

## Promotion
Zur Promotion stellte die Band dreizehn Wochen vor der offiziellen Veröffentlichung einen Song des neuen Albums zum freien Download auf ihrer Homepage zur Verfügung, der jedoch nur von registrierten Fans heruntergeladen werden konnte. Die einzelnen Songs kann man auch auf der amerikanischen und der deutschen Version von Amazon herunterladen. Zu dem Album ist auch ein offizieller Trailer erschienen, der ebenfalls im Internet zu sehen ist und eine halbe Minute dauert. Im Hintergrund hört man die Melodie des ersten Titels des Albums Dark Star. Zu jedem Song erschien auf der offiziellen Homepage eine Kurzgeschichte, die seinen Inhalt wiedergibt und mit jedem neuen Stück vervollständigt wird. Die Kurzgeschichte kann auch in den einzelnen Blogs auf der Myspace-Seite der Band nachgelesen werden. Verkauft wird das Album bei CD Baby, iTunes und Amazon. Diese Kurzgeschichten geben die Entstehungsgeschichte und die Idee hinter den einzelnen Songs wieder.

## Verkauf
Durch die Möglichkeit, jede Woche ein neues Lied des Albums herunterladen zu können, verkaufte sich das Album in den USA nicht gut. Vermutlich sank das Interesse an der CD, da viele Hörer die Songs bereits vor dem Veröffentlichungstermin kannten. Seit dem 19. Juli 2009 wird das Album auch in Deutschland bei Amazon verkauft.

## Cover
Das Cover des Albums zeigt ein Mädchen mit einer weißen Taube im Vordergrund, welches den vermeintlichen Frieden darstellen soll. Im Hintergrund auf der rechten Seite des Covers sieht man Flammen, welche die wirkliche Situation darstellen soll. Gemeint ist damit der Krieg, welche schon immer in der Geschichte ganze Städte zerstörten. Das Mädchen im weißen Kleid stellt dabei die Unschuld dar, die die Menschen schon dem öfteren verloren haben, etwa durch Morden oder Vergewaltigung. Vor allem wurde das Motiv eines Kindes als Coverbild gewählt, da Kinder die Unschuld am besten darstellen.

## Singleauskoppelungen
Zu dem Album kamen drei größere Singleauskoppelungen heraus, welche The March, Worship Me und Apocalyptic Love Song heißen. Die anderen Songs sind nur als Download herausgekommen. The March enthält neben der normalen Songversion The March eine Extended Version, eine Akustik Version und ein Musikvideo. Regie führten Nelson Gragg und Marius A. Markevicius, welche auch bei CSI: Miami, 30 Days of Night und The Last Supper Regie führten.

## Musikvideos
Zu dem Album entstanden zwei Musikvideos. Ein Video zu The March und zum Song Things Will Never Be The Same. In dem letzteren erwähnten Video wurde mit einem Teil von Obamas Rede Yes We Can eingeleitet. Im weiteren Verlauf des Videos werden Hoffnungen und Wünsche einzelner amerikanischer Bürger gezeigt. Die Videos sind sowohl auf Youtube als auch auf der offiziellen Homepage einsehbar. Zudem ist ein Live-Video zum Song Apocalyptic Love Song entstanden. Das Musikvideo zu The March wird auch auf der amerikanischen Seite von MTV geführt und ist dort einsehbar.

## Trackliste
1. Dark Star (4:37)
2. The March (3:54)
3. Apocalyptic Love Song (4:52)
4. Worship Me (I'm On TV) (3:27)
5. Welcome To The Future (4:04)
6. Things Will Never Be The Same (4:07)
7. Kill The Humans (4:00)
8. Static (4:01)
9. Lucy (4:18)
10. Never Coming Back (3:57)
11. Last Man On Earth (4:47)
12. Rusty Moon (4:25)
13. Dark Star: End Transmission (1:15)
14. Cellar Door (4:16)

## Bedeutung der Songs

### Dark Star
Dark Star beschreibt den Ursprung einer globalen Katastrophe. Der „Dunkle Stern“ ist instabil und droht zu kollabieren. Der Song wird von einem Ich-Erzähler wiedergegeben und beschreibt die Geschehnisse im Universum. In der Bridge des Songs heißt es, dass der Himmel zu sterben beginne.

### The March
Nachdem bekannt wurde, dass die Zerstörung der Erde drohe, bricht auf der Welt Entsetzen aus. Die Regierung schickt Soldaten in die Krisengebiete mit dem Vorwand, diese Krisen zu stoppen. The March erzählt von einem Soldaten, der sich zu fragen beginnt, ob Krieg wirklich die beste Lösung sei, um Frieden zu schaffen und stellt dabei fest, dass die Regierung nichts tut, während die Soldaten ihr Leben aufs Spiel setzen, um den vermeintlichen Frieden wiederherzustellen. In der Realität soll der Song auf die Kriege im Irak und den Nahostkonflikt zwischen Israel und Palästina um den Gazastreifen anspielen und auf die schweren Folgen eines erneuten Weltkrieges hindeuten.

### Apocalyptic Love Song
Während die Soldaten im Krieg ihr Leben auf eine Karte setzen, trifft sich der noch ahnungslose Forscher, der den Dark Star untersucht hatte, mit seinem Partner. Apocalyptic Love Song ist ein Lovesong, der von den beiden handelt und aus der Sicht des Professors berichtet. Dieser hat bereits gewisse Vorahnungen über das Schicksal der Welt. Erst im letzten Refrain erfährt der Hörer von der Hoffnungslosigkeit des Professors. Dort heißt es, dass ihr Lovesong nie mehr gehört werden wird.

### Worship Me (I'm On TV)
In der Zwischenzeit berichten die Medien von einer angeblich bestehenden Hoffnung, obwohl die Situation dramatischer ist als Fernsehen, Radio und Internet berichten. Im Song Worship Me (I'm On TV) werden Medien angeprangert, die die Weltbevölkerung mit allen möglichen Mitteln kontrollieren. Im Refrain heißt es, dass die Hörer, Zuschauer bzw. Internet-User die Medien verehren sollen. Zudem heißt es, dass Medien den Menschen zerstören können, je nachdem was an Medien konsumiert wird.

### Welcome To The Future
Die Menschheit hat sich mit dem Schicksal um das Ende der Welt abgefunden. Alle machen sich auf die bevorstehende Zukunft bereit. Der Song Welcome To The Future wird von einem allwissenden Erzähler berichtet, der die Erdbewohner fragt, ob diese die Zeit auf der Erde genossen haben und versucht die Welt zu heilen.

### Things Will Never Be The Same
Things Will Never Be The Same beschreibt ein bekanntes Sprichwort. Es wird nie mehr so sein, wie es war, was heißt, dass etwas Geschehene nie mehr rückgängig gemacht werden kann. Zu dem Song wurde ein Musikvideo gedreht, das von Obamas Rede eingeleitet wird.

### Kill The Humans
Die Erde stirbt. Und die Natur fordert eine höhere Instanz auf, die Menschen umzubringen, da diese die Natur stark beschädigt haben. Der Song wird ebenfalls wie Welcome To The Future von einem allwissenden Erzähler wiedergegeben.

### Static
Nachdem alle Menschen von einer höheren Instanz ausgelöscht wurden, kehrt der Forscher aus dem All zurück und versucht zu verarbeiten, was geschehen ist, während er abwesend war. Ihm fällt auf, dass die Welt menschenleer ist. Er beginnt nach seiner Partnerin zu suchen in der Hoffnung, dass sie noch lebt. Static wird wiederum aus der Sicht des Forschers erzählt.

### Lucy
Während er auf der Suche nach seiner Partnerin (Lucy) ist, stellt er fest, dass alle Menschen tot sind. Verzweifelt beginnt er sich zu fragen, warum er die Menschen nicht vorzeitig auf den dunklen Stern aufmerksam gemacht hat. Lucy ist ein Song, der den inneren Monolog des Forschers darstellt, in dem er sich vor allem bei seiner Partnerin entschuldigt, da er sie im Stich gelassen hat.

### Never Coming Back
Never Coming Back stellt die Menschen in Frage. Sie hätten genug Chancen gehabt, sich zu ändern, jedoch wird im Song angeprangert, dass die Menschen immer mehr wollten und die Gier immer größer wurde und so der Tod gerechtfertigt sei.
Auch die Wahrheit, dass die Menschen nicht hätten gerettet werden können, da diese für die Menschheit zu spät kommt, wird infrage gestellt.

### Last Man On Earth
Der Forscher weiß nicht, ob es noch jemanden gibt, der das Szenario überlebt hat, aber er spürt, dass es jemanden geben muss, der lebt. Er bereut, die Welt verlassen zu haben, um weitere Forschungen angestellt zu haben. Der Song beschreibt das Leiden eines Menschen, der die ganze Menschheit im Stich gelassen hat.

### Rusty Moon
Die Sterne scheinen nicht mehr so wie vorher, ein rostfarbener Mond füllt den Himmel aus, die Schatten wechseln je nach Tageszeit die Farben von grau auf blau. Wie in allen anderen Songs zuvor wird der Song aus der Sicht des Forschers erzählt. Er beschreibt ein Bild eines zerstörten Weltsystems und einer „verkehrten“ Erde.

### Dark Star: End Transmission
Der dunkle Stern hat seine Endform erreicht und es dauert nicht mehr lange bis zu der kompletten Zerstörung der Welt und des Universums.

### Cellar Door
Der Forscher wartet im Keller auf das Ende der Welt und schwelgt ein letztes Mal in Erinnerungen an die alte Zeit, als die Erde noch in Ordnung war und noch Leben existierte. Er hat die Suche nach Überlebenden aufgegeben. Er hat sich bewusst gemacht, dass er der letzte lebende Mensch auf der Erde ist und den Weltuntergang als einziger erleben wird. Auch dieser Song wird von dem Protagonisten, dem Forscher, wiedergegeben.

## Besonderes
Noch am Tag der Veröffentlichung wurde das Album auf verschiedenen Sharing-Seiten zum illegalen Download angeboten. Zudem kann man das Album auch schon über Torrent herunterladen. Truth Decay wird auch auf sogenannten Blogspot-Seiten zum Download angeboten. In einem Interview mit dem All Access Magazine sagten Sänger Jason Arnold und Keyboarder Donikian aus, dass das Album trotz dem geringen Interesse an der CD, positiv von den Fans aufgenommen wurde. Außerdem konnte das Album neue Fans, die die Band vorher nicht kannten anlocken. Die Band sagte, dass sogar Anfragen aus dem Ausland vorliegen. Donikian antwortete auf die Frage, wie das Album von der Musikindustrie aufgenommen werde, dass neben Internet-Händlern auch hunderte anderer Websites das Album zum Download anbieten, was mal ein anderer Weg sei, um an den Platin-Status zu kommen. Er fügte hinzu, dass wenn man Truth Decay zusammen mit Hypnogaja googelt, erschienen hunderte solcher Seiten, die das Album sharen. Zusammen mit dem Hypnogaja App für iPhone, wollen sie Platin-Status erreichen.

## Kritiken
Das Album der Band ist kurz nach der Veröffentlichung gut bei den Hörern angekommen und erhielt einige positive Kritiken. So schrieb Njai Joszor von examiner.com, dass das Album, wie eine Novelle ist, wo jeder einzelne Song eine Geschichte erzählt. Karen Bliss von AOL Noisecreep beschrieb das Album als eine Geschichte über das dramatische und apokalyptische Ende der Welt, das den Hörer in ein neues Leben eintauchen lasse. Campus Circle ergänzt, dass es auch die Geschichte einer futuristischen Welt sei, in der sich Apokalypse und Wiedergeburt abzeichnen. Diese Kritik ist als Promotion für die offizielle Release-Party im KeyClub Los Angeles entstanden. Flavorpill schrieb, dass das Album eine hochfliegende Zusammensetzung des vergangenen Zeitalters der Rockmusik und Produktionsfinesse enthalte. Diese Kritiken sind auch auf der offiziellen Homepage zu lesen.